# Гарич, Дьёрдь
Дьёрдь Га́рич (Юрица Га́рич) (венг. György Garics, хорв. Jurica Garić; 8 марта 1984, Сомбатхей, Венгрия) — австрийский футболист хорватско-венгерского происхождения, защитник сборной Австрии.

## Карьера

### Клубная
Воспитанник футбольных школ венгерского клуба «Халадаш» и венского «Рапида», в котором в 2002 году начал профессиональную карьеру. Всего за «Рапид» сыграл 81 матч, забил 1 гол, в 2004 году участвовал в матчах первого раунд Кубка УЕФА, в 2005 году стал вместе с клубом чемпионом Австрии и финалистом Кубка Австрии, а осенью того же года вместе с командой участвовал в групповом этапе Лиги чемпионов.
В 2006 году перешёл в «Наполи», который заплатил за его трансфер сумму в 700 тысяч евро. Дебютировал в составе «Наполи» 23 сентября 2006 года, а первый гол забил 11 мая 2008 года в матче против «Милана». В начале июля 2008 года был отдан на год в аренду в «Аталанту». 9 августа 2010 года перешёл из «Аталанты» в «Болонью».
14 августа 2015 года Гарич перешёл в «Дармштадт 98», подписав контракт до 2017 года.

### В сборной
К 2005 году сыграл 23 матча за молодёжную сборную, в которой был капитаном. В составе главной национальной сборной Австрии дебютировал 6 октября 2006 года в товарищеском матче со сборной Лихтенштейна, в том же матче забил свой первый гол за сборную. Участник чемпионата Европы 2008 года.

## Достижения
- Чемпион Австрии (1): 2004/05
- Финалист Кубка Австрии (1): 2004/05